# Gaucho

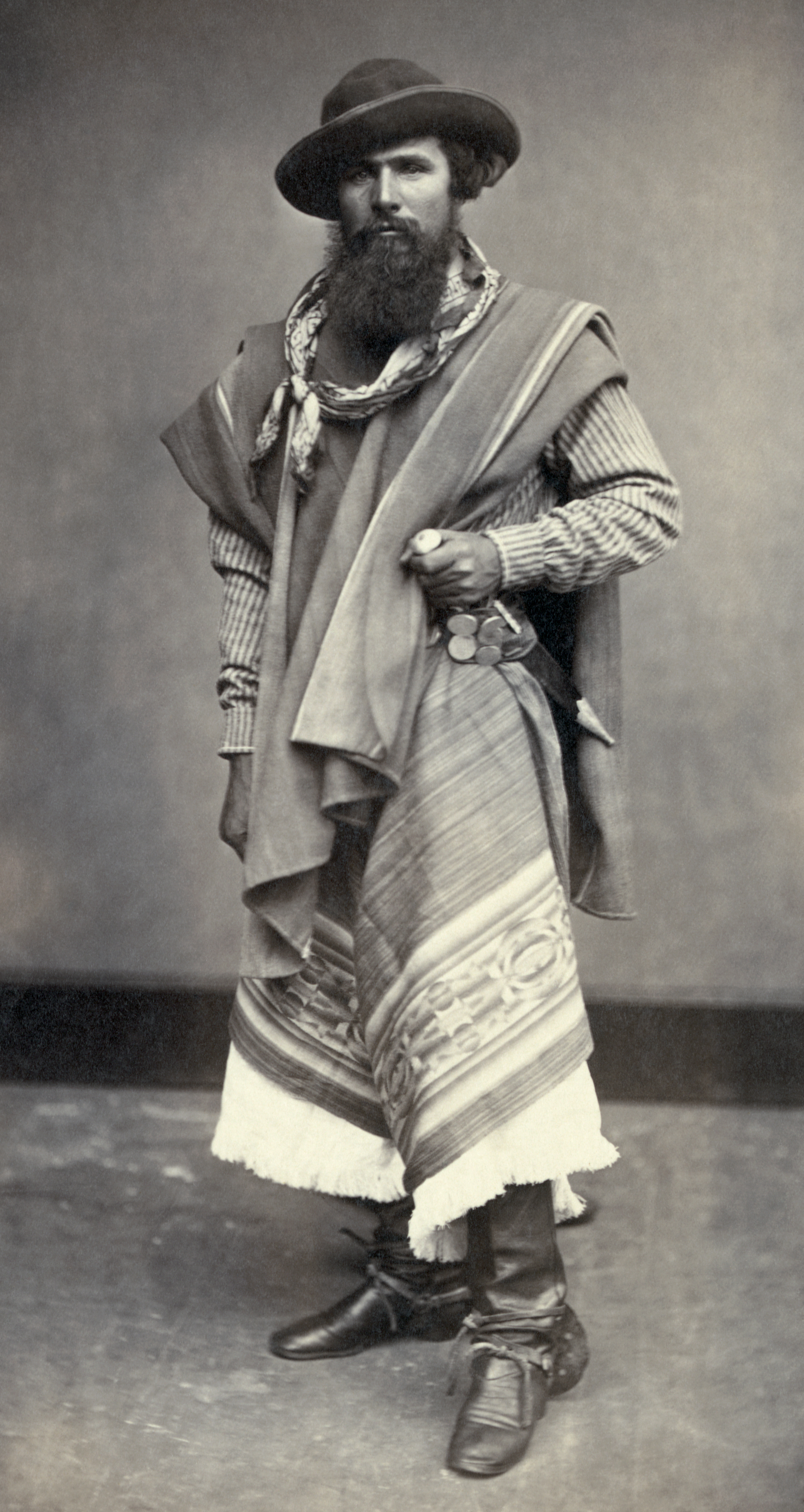
Rioplatensisk gaucho klädd i chiripá, calzones och poncho. Runt midjan har han en rastra (ett myntprytt bälte) över en faja som håller upp benkläderna. Dolken, som kallas facón, sitter instucken i rastran.

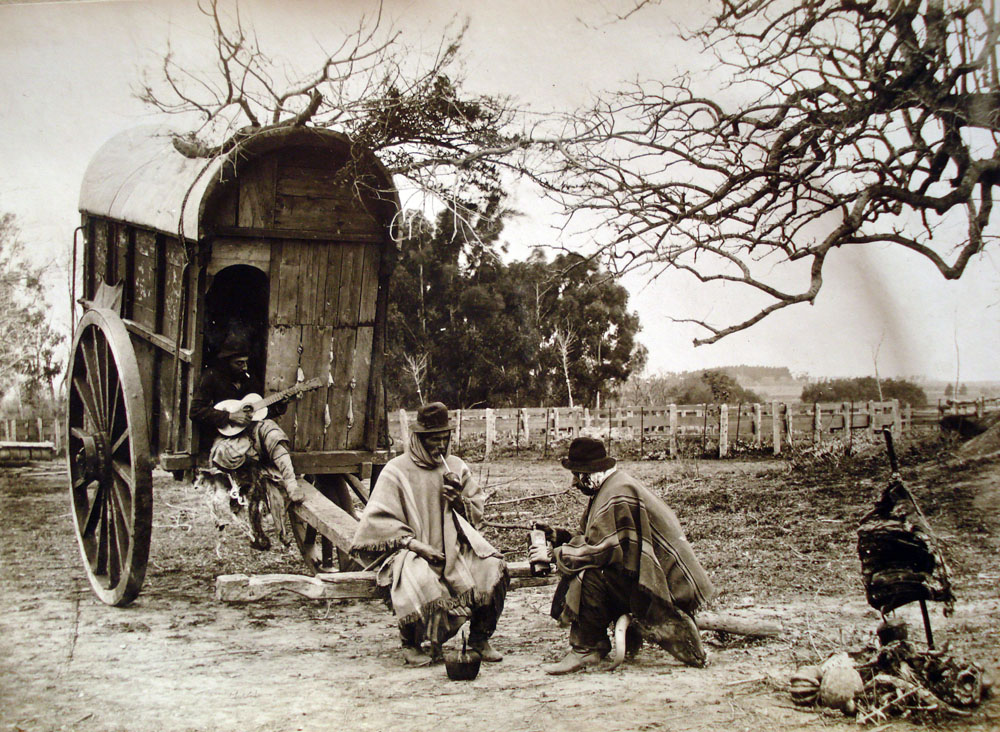
Gauchos dricker mate och spelar gitarr på pampas, Argentina.

Gaucho (araukanska gatschu, kamrat) är en boskapsskötare i Sydamerika (främst Argentina, Uruguay, Paraguay och Brasilien). Gauchor är skickliga ryttare och lassokastare och en motsvarighet till Nordamerikas cowboyer.
Gauchon ses idag romantiskt som de fria viddernas man, och har, genom sin och hästens utstrålning och styrka, blivit en symbol för rioplatensisk kultur, traditioner, konst och hantverk. Med andra ögon kan han ses som en rätt tragisk och ensam figur, en landstrykare och simpel lönearbetare. Under inbördeskriget fick han både rollen som rå soldat och som vägvisare och spårare. Helt odiskutabelt var gauchon extremt duktig på att rida och på att arbeta med hästar. Något av en motsvarighet till den amerikanska cowboyen. 
Men i stället för quarterhästar hade gauchon en personlig tropp på tio-femton criollos som ständiga följeslagare. Och i stället för cowboyhatt bar han en mjuk, svart filthatt med uppvikta brätten. Revolvrar och andra eldvapen bar han ogärna. I stället försvarade han sig med hjälp av en facón, en jaktkniv som var ett mellanting mellan svärd och dolk. En facón hade en sylvass dubbeleggad klinga och ett skaft av lindade djursenor som gav ett slintfritt grepp. 
Det långa rep han hängde på sadeln var också flätat av djursenor och mycket starkt. Repet användes dock inte som lasso. I stället använde gauchon så kallade boleadoras. Boleadoras bestod av två till tre klot av sten eller metall fastsatta i ena änden av ihopflätade läderremmar. En kula var en aning mindre än de övriga. Den grep gauchon i handen, svängde de andra över huvudet på en armlängds höjd och släppte taget när de roterade tillräckligt snabbt. Boleadoran susade genom luften och lindade sig osvikligt kring benen på ett löpande byte. 
Liksom cowboyen tillbringade gauchon ofta nätterna ute i det fria bland boskapen. De otaliga filtarna under sadeln virade han själv in sig i nattetid. Hade gauchon överskott i den oftast magra kassan investerade han gärna i tunga silversporrar och silverprydnader på sadel, tyglar och bälte. Ofta hade gauchon inget hem, utan allt han ägde hade han med sig på hästen. Även hästarnas träns tillverkades av silver. Allt detta är utmärkta souvenirer vilket kan ha bidragit att gauchon blivit en symbol för Argentina. 
Gauchons historia tog dock slut när bilarna kom och Pampas inhägnades. Asociación Criolla Argentina har tagit på sig uppgiften att vårda och prisa gauchons minne. De har ett museum med alla attiraljer för ryttare och häst, och ordnar årligen festivaler där hundra- eller tusentals ryttare sluter upp och rider fram i kolonner. Dessutom möter man gauchon i rätt parodiska utstyrslar i restauranger specialiserade på asado. Gauchokulturen säljer och har till och med tillägnats en opera, Opera Pampa, som med sång, dans och ryttarkonster berättar Pampas historia för tusen och åter tusen turister i huvudstaden Buenos Aires.